# Municipio de Albany (Illinois)
El municipio de Alba (en inglés: Alba Township) es un municipio ubicado en el condado de Henry en el estado estadounidense de Illinois. En el año 2010 tenía una población de 220 habitantes y una densidad poblacional de 2,35 personas por km².

## Geografía
El municipio de Alba se encuentra ubicado en las coordenadas 41°27′30″N 89°54′45″O / 41.45833, -89.91250. Según la Oficina del Censo de los Estados Unidos, el municipio tiene una superficie total de 93.48 km², de la cual 93,26 km² corresponden a tierra firme y (0,23 %) 0,21 km² es agua.

## Demografía
Según el censo de 2010, había 220 personas residiendo en el municipio de Alba. La densidad de población era de 2,35 hab./km². De los 220 habitantes, el municipio de Alba estaba compuesto por el 100 % blancos. Del total de la población el 0 % eran hispanos o latinos de cualquier raza.